# Moment hybnosti
Moment hybnosti je vektorová fyzikální veličina, která popisuje dynamicky rotační pohyb tělesa. Určuje se vzhledem k bodu nebo ose otáčení. Moment hybnosti bývá také označován jako kinetický moment, impulsmoment nebo točivost (starší literatura).

## Značení
- Symbol veličiny: {\displaystyle \mathbf {L} } , někdy také {\displaystyle \mathbf {b} }
- Jednotka SI: kilogram krát metr na druhou za sekundu, značka jednotky: kg·m2·s−1

## Definice

Hybnost, moment hybnosti, moment síly, průvodič a síla

Moment hybnosti {\displaystyle \mathbf {L} } hmotného bodu vzhledem k počátku soustavy souřadnic je určen vektorovým součinem jeho průvodiče {\displaystyle \mathbf {r} } a hybnosti {\displaystyle \mathbf {p} },
{\displaystyle \mathbf {L} =\mathbf {r} \times \mathbf {p} }.

### Vztah k momentu síly
Vyjdeme-li ze vztahu {\displaystyle \mathbf {M} =\mathbf {r} \times \mathbf {F} } pro moment síly, pak lze provést následující úpravu
{\displaystyle \mathbf {M} =\mathbf {r} \times \mathbf {F} =\mathbf {r} \times {\frac {\mathrm {d} \mathbf {p} }{\mathrm {d} t}}=\left(\mathbf {r} \times {\frac {\mathrm {d} (m\mathbf {v} )}{\mathrm {d} t}}\right)+\left({\frac {\mathrm {d} \mathbf {r} }{\mathrm {d} t}}\times m\mathbf {v} \right)={\frac {\mathrm {d} }{\mathrm {d} t}}(\mathbf {r} \times m\mathbf {v} )={\frac {\mathrm {d} \mathbf {L} }{\mathrm {d} t}}},
kde {\displaystyle \mathbf {r} } je polohový vektor, {\displaystyle \mathbf {v} ={\frac {\mathrm {d} \mathbf {r} }{\mathrm {d} t}}} je rychlost, {\displaystyle m} je hmotnost (hmotného bodu), {\displaystyle \mathbf {p} =m\mathbf {v} } je hybnost, {\displaystyle \mathbf {M} } je moment síly, {\displaystyle \mathbf {L} } je moment hybnosti, {\displaystyle \mathbf {F} } je síla. Při výpočtu bylo využito skutečnosti, že vektorový součin {\displaystyle \mathbf {v} \times m\mathbf {v} }, tzn. v rovnici člen {\displaystyle \left({\frac {\mathrm {d} \mathbf {r} }{\mathrm {d} t}}\times m\mathbf {v} \right)}, je roven nule, a proto jej můžeme k rovnici bez obav přičíst. Tím bylo možno následně použít vzorec pro derivaci vektorového součinu.
Předchozí vztah lze slovně popsat tak, že změna momentu hybnosti vzhledem k danému bodu {\displaystyle O} je co do velikosti i směru rovna momentu síly (vzhledem k témuž bodu), který na hmotný bod působí.
V soustavě hmotných bodů platí pro {\displaystyle i}-tý hmotný bod podle vztah {\displaystyle \mathbf {M} _{i}={\frac {\mathrm {d} \mathbf {L} _{i}}{\mathrm {d} t}}}. Z vlastností momentu síly pak plyne
{\displaystyle \mathbf {M} =\sum _{i=1}^{n}\mathbf {M} _{i}=\sum _{i=1}^{n}{\frac {\mathrm {d} \mathbf {L} _{i}}{\mathrm {d} t}}={\frac {\mathrm {d} }{\mathrm {d} t}}\sum _{i=1}^{n}\mathbf {L} _{i}={\frac {\mathrm {d} \mathbf {L} }{\mathrm {d} t}}},
kde {\displaystyle \mathbf {L} =\sum _{i=1}^{n}\mathbf {L} _{i}} představuje celkový moment hybnosti.

### Vztah k plošné rychlosti
Vztah mezi plošnou rychlostí {\displaystyle \mathbf {w} } a momentem hybnosti je
{\displaystyle \mathbf {L} =m\mathbf {w} },
což souvisí s platností druhého Keplerova zákona.

### Vztah k momentu setrvačnosti
Při kruhovém pohybu lze rychlost vyjádřit jako {\displaystyle \mathbf {v} =\mathbf {\omega } \times \mathbf {r} }. Moment hybnosti soustavy {\displaystyle n} hmotných bodů vzhledem k těžišti lze pak vyjádřit vztahem
{\displaystyle \mathbf {L} =\sum _{i=1}^{n}\left[\mathbf {r} _{i}\times m_{i}(\mathbf {\omega } \times \mathbf {r} _{i})\right]}
kde {\displaystyle \mathbf {r} _{i}} označuje polohu {\displaystyle i}-tého hmotného bodu s hmotností {\displaystyle m_{i}} vzhledem k těžišti a {\displaystyle \mathbf {\omega } } je úhlová rychlost pohybu tělesa kolem osy rotace jdoucí těžištěm.
Použitím dvojnásobného vektorového součinu dostaneme
{\displaystyle \mathbf {L} =\sum _{i=1}^{n}m_{i}\left[r_{i}^{2}\mathbf {\omega } -(\mathbf {\omega } \cdot \mathbf {r} _{i})\mathbf {r} _{i}\right]}
Moment hybnosti tělesa vzhledem k těžišti má tedy dvě složky. První má směr úhlové rychlosti, tedy směr osy rotace, druhá má ale jiný směr. Moment hybnosti tedy obecně nemá směr rotační osy. Označíme-li složky úhlové rychlosti {\displaystyle \mathbf {\omega } } vzhledem k libovolné soustavě souřadnic s počátkem v těžišti a pevně spojené s tělesem jako {\displaystyle \omega _{x},\omega _{y},\omega _{z}} a složky průvodiče {\displaystyle \mathbf {r} _{i}} jako {\displaystyle x_{i},y_{i},z_{i}}, můžeme předchozí vztah rozepsat do složek. Z vyjádření momentu setrvačnosti {\displaystyle J} pak lze získat
{\displaystyle L_{x}=\omega _{x}J_{x}-\omega _{y}D_{xy}-\omega _{z}D_{zx}}
{\displaystyle L_{y}=\omega _{y}J_{y}-\omega _{z}D_{yz}-\omega _{x}D_{xy}}
{\displaystyle L_{z}=\omega _{z}J_{z}-\omega _{x}D_{zx}-\omega _{y}D_{yz}}
kde {\displaystyle J_{i}} jsou momenty setrvačnosti k {\displaystyle i}-té ose a {\displaystyle D_{ij}} jsou deviační momenty.
Pokud vztáhneme složky momentu hybnosti k soustavě souřadnic totožné s hlavními osami centrálního elipsoidu setrvačnosti, deviační momenty vymizí, a složky momentu hybnosti vzhledem k hlavním osám budou
{\displaystyle L_{1}=J_{1}\omega _{1}}
{\displaystyle L_{2}=J_{2}\omega _{2}}
{\displaystyle L_{3}=J_{3}\omega _{3}}
Pokud se těleso otáčí kolem osy, která je totožná s jednou z hlavních os setrvačnosti nebo kolem pevné osy, jsou složky úhlové rychlosti k osám kolmým k rotační ose nulové a moment hybnosti lze zapsat jako
{\displaystyle \mathbf {L} =J\mathbf {\omega } }
Moment setrvačnosti je možno brát jako symetrický tenzor druhého řádu podle formule
{\displaystyle J_{\kappa \lambda }=\sum _{i=1}^{n}m_{i}\left[r_{i}^{2}\delta _{\kappa \lambda }-r_{\kappa }r_{\lambda }\right]}
(řecké indexy označují tři složky tenzorů, symbol {\displaystyle \delta _{\kappa \lambda }} označuje Kroneckerovo delta ). Moment hybnosti tělesa je potom možno vyjádřit ve tvaru
{\displaystyle L_{\kappa }=\sum _{\lambda =1}^{3}J_{\kappa \lambda }\omega _{\lambda }}
a rotační energii tělesa ve tvaru
{\displaystyle E={\frac {1}{2}}\sum _{\kappa ,\lambda =1}^{3}J_{\kappa \lambda }\omega _{\kappa }\omega _{\lambda }}
Moment hybnosti tedy nemusí být nutně rovnoběžný s osou rotace, ale pokud nepůsobí vnější síla, zachovává svou velikost a směr. Naopak okamžitá osa rotace může vykonávat složitý precesní pohyb.

### Rotační impuls
Pro časový účinek momentu síly můžeme v analogii s impulsem síly získat vztah pro impuls momentu hybnosti (rotační impuls) {\displaystyle \mathbf {b} }
{\displaystyle \mathbf {L} -\mathbf {L} _{0}=\int _{t_{0}}^{t}\mathbf {M} \mathrm {d} t=\mathbf {b} }
Pokud je silový moment {\displaystyle \mathbf {M} } po celou dobu působení stálý, je možné předchozí výraz zjednodušit na tvar
{\displaystyle \mathbf {L} -\mathbf {L} _{0}=\mathbf {M} (t-t_{0})}

## Vlastnosti
Moment hybnosti má při rotačním pohybu podobný význam jako hybnost při pohybu přímočarém. Podobně jako je hybnost součinem hmotnosti a rychlosti v případě translačního pohybu,
tak je moment hybnosti (tenzorovým) součinem momentu setrvačnosti a úhlové rychlosti v případě rotačního pohybu.
Pro celkový moment hybnosti izolované soustavy platí jeden z nejdůležitějších fyzikálních zákonů, zákon zachování momentu hybnosti. Pokud je celkový moment vnějších sil působících na soustavu nulový, tak se její celkový moment hybnosti zachovává. Platí například pro pohyb v poli centrální síly, jako v případě planet obíhajících okolo Slunce (2. Keplerův zákon).

## Součet momentů vnitřních sil
Součet momentů vnitřních sil v soustavě je roven nule, protože:
1. Dva body na sebe působí silou přitažlivou nebo odpudivou (tzn. má směr shodný se směrem jejich spojnice)
2. Působí-li bod A na bod B, pak bod B působí na bod A silou stejně velikou, ale opačně orientovanou
Uvažme tedy vzoreček pro moment sil v soustavě hmotných bodů:
{\displaystyle \mathbf {M} _{i}} je moment hybnosti {\displaystyle i}-tého bodu. Mezi {\displaystyle i}-tým a {\displaystyle j}-tým bodem působí síla {\displaystyle \mathbf {F} _{i,j}=-\mathbf {F} _{j,i}}. Celkový moment vnitřních sil je {\displaystyle \sum \mathbf {M} _{i}=\sum _{i}\mathbf {r} _{i}\times \sum _{j}\mathbf {F} _{i,j}=\sum _{i}\sum _{j}\mathbf {r} _{i}\times \mathbf {F} _{i,j}}. Uvažujme nyní pouze interakci {\displaystyle i}-tého a {\displaystyle j}-tého bodu:
{\displaystyle \mathbf {r} _{i}\times \mathbf {F} _{i,j}+\mathbf {r} _{j}\times \mathbf {F} _{j,i}=\mathbf {r} _{i}\times \mathbf {F} _{i,j}-\mathbf {r} _{j}\times \mathbf {F} _{i,j}=(\mathbf {r} _{i}-\mathbf {r} _{j})\times \mathbf {F} _{i,j}},
kde {\displaystyle \mathbf {r} _{i}-\mathbf {r} _{j}} je spojnice {\displaystyle i}-tého a {\displaystyle j}-tého bodu. Dle prvního předpokladu na sebe tyto body působí silou, která je s jejich spojnicí rovnoběžná. A jak známo, vektorový součin rovnoběžných vektorů je roven nule.

## Moment hybnosti v kvantové mechanice
V kvantové mechanice je moment hybnosti vždy kvantován. Výsledkem měření jedné komponenty momentu hybnosti (impulsmomentu) mohou být pouze násobky redukované Planckovy konstanty. Kvantován je i kvadrát momentu hybnosti.
Zcela novou vlastností je spin částic, vnitřní moment hybnosti určité částice. Na rozdíl od orbitálního impulsmomentu, který byl zmíněn výše, může nabývat komponenta spinu i poločíselných hodnot.
Při zavedení kvantového impulsmomentu vyjdeme z principu korespondence, kvantový impulsmoment je tedy definován takto:
{\displaystyle \mathbf {\hat {L}} =\mathbf {\hat {r}} \times {\hat {p}}}
Z komutačních relací pro souřadnici a impuls {\displaystyle [{\hat {X}}_{k},{\hat {P}}_{l}]=i\hbar \delta _{kl}} lze odvodit komutační relace pro impulsmoment:
{\displaystyle [{\hat {L}}_{k},{\hat {L}}_{l}]=i\hbar \varepsilon _{kln}{\hat {L}}_{n}}
Z těchto komutačních relací již plyne kvantování impulsmomentu. Pro vlastní vektory kvadrátu impulsmomentu a jeho třetí komponenty platí:
{\displaystyle \mathbf {{\hat {L}}^{2}} |lm\rangle =\hbar ^{2}l(l+1)|lm\rangle }
{\displaystyle {\hat {L}}_{3}|lm\rangle =\hbar m|lm\rangle }
Kde {\displaystyle l} je nezáporné celé nebo polocelé číslo. Pro určitou hodnotu {\displaystyle l} může kvantové číslo {\displaystyle m} nabývat pouze hodnot {\displaystyle -l,-l+1,\ldots ,l-1,l}, tedy celkem {\displaystyle 2l+1} hodnot.